# 中关村中学知春分校
北京市海淀区中关村中学知春分校，于1985年成立，是一所初高中一体的完全中学。前身为北京市知春里中学，于2017年4月由北京市中关村中学承办，并更名为中关村中学知春分校。

## 学校基本概况
学校现有初中教学班18个，高中教学班8个，在校学生912人，教职员工118人。

## 学校师资
现有特级教师2人，高级教师40人，区级学科带头人和骨干教师23人。校长苏纾，执行校长祁建欣。

## 学校荣誉
学校先后被评为“北京市首批中小学文明校园”、“北京市综合实践活动课程实施特色学校”等。